# Björn Rosengren

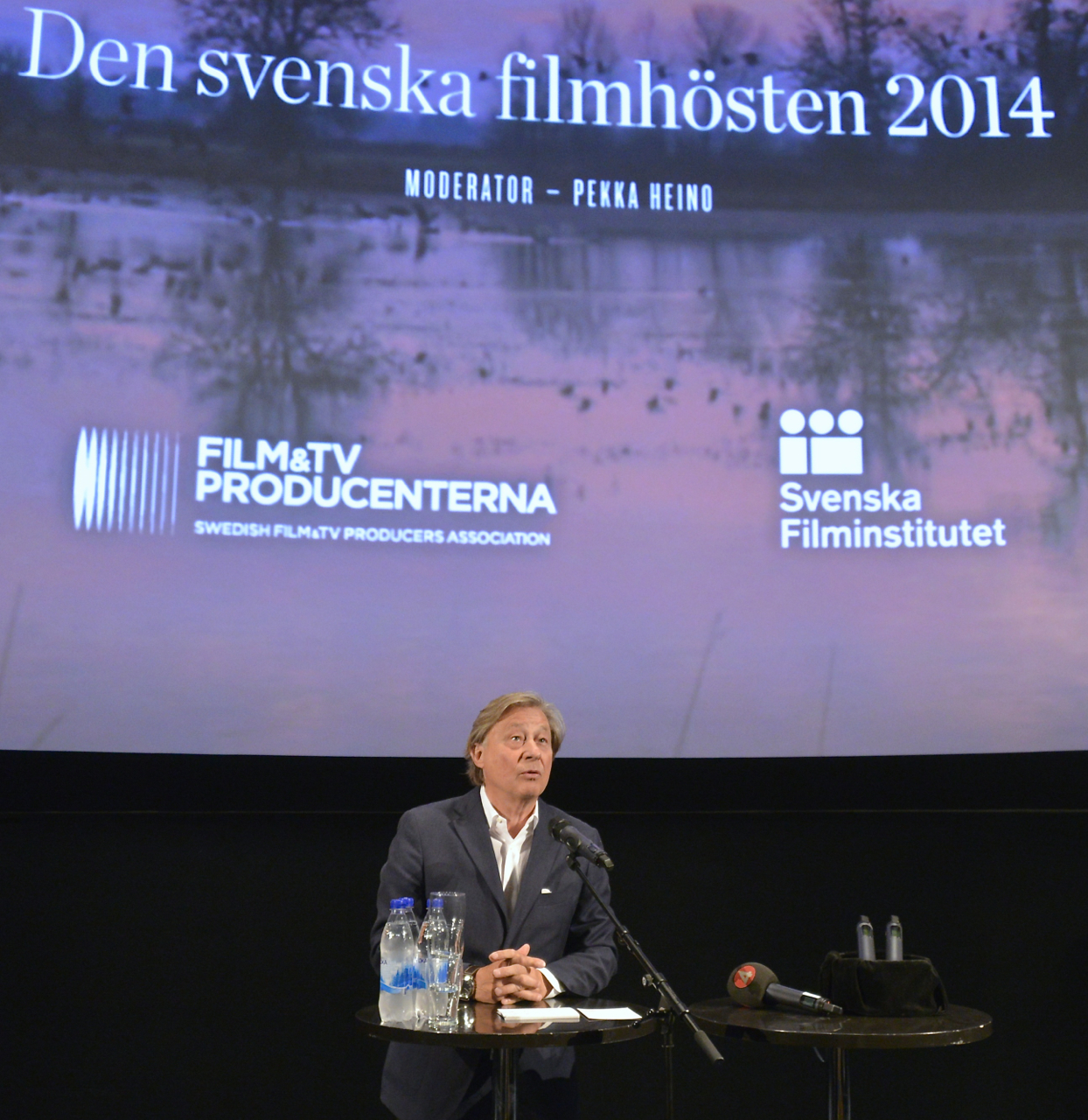
Björn Rosengren under presentationen av den svenska filmhösten 2014 i Filmhuset i Stockholm.

Björn Folke Rosengren, född 14 april 1942 i Sofia församling i Stockholm, är en svensk fackföreningsman och socialdemokratisk politiker. Han har bland annat varit ordförande för TCO 1982–1994, landshövding i Norrbottens län 1995–1998 samt näringsminister 1998–2002.

## Biografi
Rosengren var ordförande i Sveriges Kommunaltjänstemannaförbund (SKTF) 1976–1982 och i TCO 1982-1994. Han fick gå från TCO på grund av ett besök på porrklubben Tabu fyra år tidigare (Tabuaffären).
Rosengren utsågs till landshövding i Norrbottens län 1995–1998, där han två gånger valdes till "Årets norrbottning" för sina insatser.
Han utsågs till tillförordnad arbetsmarknadsminister, kommunikationsminister, näringsminister och utrikeshandelsminister 1998. När Kommunikationsdepartementet och Arbetsmarknadsdepartementet slogs ihop med Näringsdepartementet år 1998 blev han chef över det nya superdepartementet. Som näringsminister var han fram till 2002 ansvarig för arbetsmarknad, infrastruktur, näringslivsfrågor, energi, regionalpolitik, IT och statliga bolag. I samband med valet 2002 blev Rosengren riksdagsledamot, men han lämnade riksdagen 21 oktober 2002, efter att en vecka tidigare ha meddelat att han lämnade alla sina politiska uppdrag.
Efter perioden som minister blev han rådgivare åt Stenbecksfären (Kinnevik). Rosengren är därmed en av få svenskar som arbetat på toppnivå inom politiken, fackföreningsrörelsen, statsförvaltningen och näringslivet.
Björn Rosengren är (2023) ordförande i Norsk-Svenska handelskammaren, en post han tillträdde 2014. Organisationen har som uppdrag att locka norska investerare till Sverige.

## Kontroverser
Björn Rosengren har gjort flera uppmärksammade uttalanden. År 1999, när han var näringsminister, kallade han till exempel Norge för ”den sista sovjetstaten”. År 2011 kommenterade Rosengren uttalandet att det inte var bra för honom personligen då, men menade samtidigt att det är möjligt att han inte fått uppdraget i Norsk-Svenska handelskammaren utan uttalandet 1999.
Före detta statsministern Göran Persson har uttalat att Björn Rosengren inte är ”nyansernas mästare”.

## Senare karriär
I dag (2022) arbetar Rosengren som både styrelseordförande och delägare i flera bolag i olika branscher.
Under våren 2016 publicerades hans bok Mitt i steget, som han skrivit tillsammans med skribenten Johan Hakelius.